# Скотленд (Південна Дакота)
Скотленд (англ. Scotland) — місто (англ. city) в США, в окрузі Бон-Ом штату Південна Дакота. Населення — 785 осіб (2020).

## Географія
Скотленд розташований за координатами 43°8′54″ пн. ш. 97°43′13″ зх. д. / 43.14833° пн. ш. 97.72028° зх. д. (43.148330, -97.720368).  За даними Бюро перепису населення США в 2010 році місто мало площу 2,20 км², уся площа — суходіл.

## Демографія
Згідно з переписом 2010 року, у місті мешкала 841 особа в 386 домогосподарствах у складі 224 родин. Густота населення становила 382 особи/км².  Було 455 помешкань (207/км²).
Расовий склад населення:
| - 96,7 % — білих - 1,0 % — чорних або афроамериканців - 0,8 % — корінних американців - 0,2 % — азіатів |

До двох чи більше рас належало 1,3 %. Частка іспаномовних становила 0,2 % від усіх жителів.
За віковим діапазоном населення розподілялося таким чином: 21,0 % — особи молодші 18 років, 47,8 % — особи у віці 18—64 років, 31,2 % — особи у віці 65 років та старші. Медіана віку мешканця становила 50,3 року. На 100 осіб жіночої статі у місті припадало 85,7 чоловіків;  на 100 жінок у віці від 18 років та старших — 83,9 чоловіків також старших 18 років.
Середній дохід на одне домашнє господарство  становив 49 142 долари США (медіана — 40 156), а середній дохід на одну сім'ю — 62 617 доларів (медіана — 53 750). Медіана доходів становила 43 317 доларів для чоловіків та 29 167 доларів для жінок. За межею бідності перебувало 10,6 % осіб, у тому числі 7,9 % дітей у віці до 18 років та 20,6 % осіб у віці 65 років та старших.
Цивільне працевлаштоване населення становило 414 осіб. Основні галузі зайнятості: освіта, охорона здоров'я та соціальна допомога — 38,9 %, виробництво — 15,2 %, транспорт — 8,5 %, роздрібна торгівля — 7,0 %.